# Judy Wajcman
Judy Wajcman, née le 12 décembre 1950, est une sociologue australienne féministe connue pour son analyse de la nature genrée de la technologie. Elle est professeure de sociologie à la London School of Economics de 2009 à 2022.

## Carrière universitaire
Elle est professeur de sociologie à la Research School of Social Sciences de l'université nationale australienne, puis rejoint la London School of Economics en 2009. Elle est professeure émérite depuis 2022. Elle est chercheuse principale du projet « Women in Data Science and AI » à l'Institut Alan Turing. Elle est également professeure invitée à l'Oxford Internet Institute.

## Thématiques de recherche
Judy Wajcman s'intéresse à la sociologie du travail, aux études scientifiques et technologiques, à la théorie du genre et à l'analyse organisationnelle. 
Judy Wajcman est spécialiste des études des sciences et des technologies. Elle est surtout connue pour son analyse de la nature genrée de la technologie. Elle a été l'une des premières à contribuer aux études sociales de la technologie, ainsi qu'aux études sur le genre, le travail et les organisations. Elle est notamment à l'origine de l'utilisation du concept de « technologie du care ».

## Distinctions
Elle est la première femme à être nommée Norman Laski Research Fellow (1978-1980) au St. John's College de Cambridge. En 1997, elle a été élue membre de l'Académie des sciences sociales d'Australie.
Judy Wajcman est présidente de la Society for Social Studies of Science de 2009 à 2011. Elle reçoit en 2013 le William F. Ogburn Career Achievement Award de l'American Sociological Association. Elle est docteure honoris causa de l'université de Genève en 2015, et est élue fellow de la British Academy en 2016. 
Son livre Pressed for Time est le lauréat en 2017 du prix Ludwik Fleck de la Society for Social Studies of Science. En 2018, elle a reçu le Lifetime Achievement Award de l'Oxford Internet Institute. En 2021, elle reçoit le prix John Desmond Bernal de la Society for Social Studies of Science.

## Publications

### Ouvrages
- Judy Wajcman, Women in control : dilemmas of a workers co-operative, New York City, St. Martin's Press, 1983, 209 p. (ISBN 9780312887377, lire en ligne )
- Donald MacKenzie et Judy Wajcman, The social shaping of technology : how the refrigerator got its hum, Milton Keynes Philadelphia, Open University Press, 1985, 327 p. (ISBN 9780335150267)
- Judy Wajcman, Feminism confronts technology, University Park, Pennsylvania, Pennsylvania State University Press, 1991, 204 p. (ISBN 9780271008028, lire en ligne )
- Judy Wajcman, Managing like a man : women and men in corporate management, University Park, Pennsylvania, Pennsylvania State University Press, 1998, 180 p. (ISBN 9780271018485)
- Judy Wajcman, TechnoFeminism, Cambridge Malden, Massachusetts, Polity, 2004, 160 p. (ISBN 9780745630441)
- Paul Edwards et Judy Wajcman, The politics of working life, Oxford New York, Oxford University Press, 2005, 348 p. (ISBN 9780191556692, lire en ligne)
- Edward Hackett, Olga Amsterdamska, Michael Lynch et Judy Wajcman, The handbook of science and technology studies, Cambridge, 2008, 3e éd. (ISBN 9781435605046)
- (en) Judy Wajcman, Pressed for time : the acceleration of life in digital capitalism, Chicago, The University of Chicago Press, 2015, 215 p. (ISBN 9780226196473, lire en ligne)
- (en) Judy Wajcman et Nigel Dodd, The Sociology of Speed : Digital, Organizational, and Social Temporalities, Oxford, United Kingdom, Oxford University Press, 2017, 225 p. (ISBN 0198782853, OCLC 952384327, lire en ligne).

### Articles
- Wajcman, « Feminism facing industrial relations in Britain », British Journal of Industrial Relations, vol. 38, no 2,‎ juin 2000, p. 183–201 (DOI 10.1111/1467-8543.00158)
- Wajcman, « Reflections on gender and technology studies: In what state is the art? », Social Studies of Science, vol. 30, no 3,‎ juin 2000, p. 447–464 (DOI 10.1177/030631200030003005, S2CID 145345073)
- Bittman et Wajcman, « The rush hour: the character of leisure time and gender equity », Social Forces, vol. 79, no 1,‎ septembre 2000, p. 165–189 (DOI 10.1093/sf/79.1.165)
- Martin, Riemens et Wajcman, « Managerial and professional careers in an era of organisational restructuring », Journal of Sociology, vol. 36, no 3,‎ décembre 2000, p. 329–344 (DOI 10.1177/144078330003600304, S2CID 145639034)
- Martin et Wajcman, « Markets, contingency and preferences: contemporary managers' narrative identities », The Sociological Review, vol. 52, no 2,‎ mai 2004, p. 240–264 (DOI 10.1111/j.1467-954X.2004.00467.x, S2CID 145221734)
- Bittman, Rice et Wajcman, « Appliances and their impact: the ownership of domestic technology and time spent on household work », British Journal of Sociology, vol. 55, no 3,‎ septembre 2004, p. 401–423 (PMID 15383094, DOI 10.1111/j.1468-4446.2004.00026.x, lire en ligne)
- Wajcman, « New connections: social studies of science and technology and studies of work », Work, Employment and Society, vol. 20, no 4,‎ décembre 2006, p. 773–786 (DOI 10.1177/0950017006069814, S2CID 144285950, CiteSeerx 10.1.1.1019.4527)
- Wajcman, « Life in the fast lane? Towards a sociology of technology and time », British Journal of Sociology, vol. 59, no 1,‎ mars 2008, p. 59–77 (PMID 18321331, DOI 10.1111/j.1468-4446.2007.00182.x)
- Wajcman, Bittman et Brown, « Families without borders: mobile phones, connectedness and work-home divisions », Sociology, vol. 42, no 4,‎ août 2008, p. 635–652 (DOI 10.1177/0038038508091620, S2CID 145203012)
- Bittman, Brown et Wajcman, « The mobile phone, perpetual contact and time pressure », Work, Employment and Society, vol. 23, no 4,‎ décembre 2009, p. 673–691 (DOI 10.1177/0950017009344910, S2CID 153550372)
- Wajcman, « Feminist theories of technology », Cambridge Journal of Economics, vol. 34, no 1,‎ janvier 2010, p. 143–152 (DOI 10.1093/cje/ben057)
- Wajcman et Rose, « Constant connectivity: rethinking interruptions at work », Organization Studies, vol. 32, no 7,‎ juillet 2011, p. 941–961 (DOI 10.1177/0170840611410829, S2CID 145260573)
- Wajcman et Jones, « Border communication: media sociology and STS », Media, Culture & Society, vol. 34, no 6,‎ septembre 2012, p. 673–690 (DOI 10.1177/0163443712449496, S2CID 143509758)
- Ford et Wajcman, « 'Anyone can edit', not everyone does: Wikipedia's infrastructure and the gender gap », Social Studies of Science, vol. 47, no 4,‎ 2017, p. 511–527 (PMID 28791929, DOI 10.1177/0306312717692172, S2CID 32835293, lire en ligne)
- (en) « How Silicon Valley sets Time », New Media & Society, vol. 21, no 6,‎ 2019, p. 1272–1289.
- (en) « The Digital Architecture of Time Management », Science, Technology, & Human Values, vol. 44, no 2,‎ 2019, p. 315–337.